# Nokia 6555
El Nokia 6555 es un teléfono
celular 3G para el mercado

logo de nokia.

masivo, presentado en el segundo semestre de 2007, con un estilizado diseño
clamshell, Push-To-Talk, pantallas
duales color, y Bluetooth stéreo.
Otras funciones incluyen cámara
de 1.3 megapixels, ranura de
expansión de memoria micro SD
admitiendo hasta 4 GB,
reproductor de música y Flash
Lite 2.1.

## Especificaciones técnicas
Un delicado diseño acompañado
de la más reciente tecnología.

## Características de Hardware
Formato Plegable
Quadri banda GSM 850, 900,
1800, 1900
Banda dual WCDMA 850/2100(Version Global) y 850/1900(Version AT&T)
EDGE Rel. 4: MSC 10 (RX+TX
4+1, 3+2)
GPRS: MSC 10 (RX+TX: 4+1,
3+2, clase B&C)
Soporte para códec de voz
para FR, EFR, AMR
30MB de memoria de usuario
y puerto para tarjeta MicroSD hasta 4 gb.
IU Douglas 8 en la pantalla
principal, IU Fold 4 en la
pantalla secundaria
Pantalla principal de 2.0"
240x320 píxeles, 16 millones de colores.
Pantalla secundaria de 1.36"
128x160 píxeles, 262 mil
colores
Cámara de 1.3 Megapíxeles
con zum digital 6x.
Bluetooth versión 2.0 con
soporte para SAP (Perfil de
Acceso SIM), OPP (Perfil de
Object Push), FTP (Perfil de
Transferencia de Archivos),
DUN (Perfil de Dial-up
Networking), HSP (Perfil de
Auricular), HFP (Perfil de
Manos Libres), SDAP (Perfil de
Aplicación Service Discovery),
GAP (Perfil de Acceso
Genérico), SPP (Perfil de Serial
Port), GOEP (Perfil Genérico de
Object Exchange)
Micro USB
Conector para auriculares
2.5mm Nokia A/V
Tecla 5-direcciones, dos teclas
soft, teclas de enviar y
finalizar
Teclas laterales de volumen
con función de zoom
Tecla lateral y en el teclado
dedicadas a la cámara
Reproductor de música
Puerto para tarjeta microSD
Alerta vibratorio y antena
internos

## Características de la interfaz de usuario
Modo de espera activa
Portadores soportados
UMTS, GSM/EGSM, EGPRS/GPRS
Rel.4
CSD para navegación y como
módem de datos
= Aplicaciones/Habilitadores
de Servicio =
Streaming de video y
grabación en QCIF (176x144
píxeles)
Navegación XHTML sobre TCP/
IP
SAIC
Skins (papeles de fondo,
íconos, colores)
El Reproductor de Música
soporta MP3, MP4, AAC, eAAC+
y Windows Media Player.
PIM (Agenda & Contactos)
Tecnología presence-
enhanced para contactos -
OMA IMPS
Mensajes de audio [[Nokia
Xpress]] (AMS)
Modo de Vuelo
OMA DRM 2.0 (Administración
de Derechos Digitales)
OMA MMS 1.2, Conformidad
3.0 MMS, AMR y SMIL
Provisión para Cliente OMA
v1.1
Java&APIs: MIDP2.0, JSR139
(CLDC1.1), JSR75 (conexión de
archivos y PIM), JSR135,
JSR184 (3D), JSR82 (BT)
Reproducción + streaming
3GPP H.263 y video y
reproducción MPEG4
Video, MP3, AAC, eAAC+ y
tonos de timbre 64-
polifónicos
Navegador WAP 2.0 XHTML
sobre stack HTTP/TCP/IP
SyncML (local y remoto)
Cliente de Correo electrónico con anexos
Nokia PC Suite

## Servicios
- Descarga OTA de tonos de timbre, temas y papeles de fondo
- Descarga/carga de imágenes y secuencias de video
- FOTA - Actualización de Firmware Over The Air
- Servicios de plug-and-play
- Mensajería instantánea: (AOL, ICQ, Yahoo, MSN)
- Perfil de acceso SIM en BT.

- Datos: Q3628936